# 1164
1164 (MCLXIV) je bilo prestopno leto, ki se je po julijanskem koledarju začelo na sredo.

## Dogodki

### Slovenija
- 20. oktober - Prva omemba Maribora. Štajerski mejni grof Otokar III. podeli Samostanu Svetega Pavla posesti v Labotski dolini. Za povračilo pridobi posesti v Kamnici, Melju in na Polskavi. Kot jamstvo dobi še dve kmetiji pod mariborskim gradom omenjenim kot Castrum Marchburch, lociranem na griču Piramida.
- 31. december - Umrlega štajerskega mejnega grofa Otokarja III. nasledi sin Otokar IV.

### Evropa
- januar - Angleški kralj Henrik II. izda Kladeronska določila in z njimi poskusi vzpostaviti primat kralja nad Cerkvijo. Canterburyjski nadškof in kraljev kancler Thomas Becket ne prizna teh določil, zato ga kralj Henrik začne preganjati. Thomas Becket pred njim pobegne v Francijo, kjer mu ponudi zaščito francoski kralj Ludvik VII.. Ostali škofi se kralju uklonijo, zato jih Becket izobči.
- 14. februar - Umrlega černigovskega kneza Svjatoslava Olgoviča nasledi Svajtoslav Vsevolodovič.
- 6. julij - Po smrti holsteinskega grofa Adolfa II. nasledi grofiji Holstein in Schauenburg njegov sin Adolf III.

- 5. avgust - Švedska: papež Aleksander III. povzdigne mesto Upsalla v nadškofijo. Na novo nadškofovsko mesto s častnim naslovom primasa napoti švedskega klerika Štefana.
- Rimsko-nemški cesar Friderik I. Barbarossa po spodletelih pripravah na invazijo na Sicilijo v eni od milanskih bazilik 'odkrije' kosti biblijskih magov, ki jih podari kölnskemu nadškofu in kanclerju Italije Rejnaldu iz Dassla. Relikvije prenese v Köln, kjer dobijo osrednje mesto v romarskem čaščenju.

- Bitka pri Renfrewu: zmaga škotskega kralja Malcolma IV. nad gelsko-vikinškim kraljem Somerledom, ki je vladal otočni kraljevini otoka Man s Hebridi (vsi otoki zahodno od obale Škotske). Somerledova na hitro zbrana, neizurjena in lahko oborožena vojska ni imela niti najmanjše možnosti proti škotskim vitezom. Malcolm IV. restavrira oblast šest let prej odstavljenega kralja Godreda II., ki pa mu uspe prevzeti nadzor zgolj nad otoki Man, Lewis in Skye. Ostalim južnim otokom Hebridov vladajo potomci poraženega Somerleda.
- Danski škof in kraljev svetovalec Absalon začne z oboroženo pokristranjevalno kampanjo proti poganskim Slovanom (Vendom), ki traja naslednjih dvajset let. Ti so prej izkoristili dansko državljansko vojno in množično plenili ter morili obalno prebivalstvo.
  - Skupna danska (pomorska) in saška (kopenska) ofenziva proti Vednom. Obotriti so poraženi, ostanek njihove vojske, ki jo vodi Pribislav, se umakne v Pomeranijo in začne z gverilskimi vpadi na saksonsko ozemlje.
- Kanonizacija norveškega kralja Olafa II. (995-1030).
- Umrlega protipapeža Viktorja IV. nasledi Pashal III., ki ga izvoli nekaj procesarskih kardinalov.[1] Po posvetitvi nemudoma zapusti Rim in se nastani v bližnjem mestu Viterbo.
- Poročita se grof Šampanje Henrik I. in kraljeva princesa Marija Francoska.
- Novi almohadski kalif Abu Jakub Jusuf sklene trgovske sporazume z nekaterimi krščanskimi pomorskimi republikami.

### Bližnji vzhod
- Sirski vladar Nur ad-Din pošlje v nestabilni Egipt manjšo vojsko, ki jo vodi poročnik kurdskega rodu Širkuh. V vlogi  svetovalca se preizkuša njegov nečak Saladin. ↓
- → Trenutni egiptovski regent Dirghan pokliče na pomoč jeruzalemskega kralja Amalrika I., ki mu ga je leto poprej sicer uspelo pregnati iz Egipta. ↓
- → Širkuhu in odstavljenemu regentu Šhavarju uspe umoriti Dirghama še pred prihodom Amalrika, vendar se zdaj pojavi nasprotovanje med njima. Šhavar, nezadovoljen s situacijo politične marionete, se obrne na največjega Nur ad-Dinovega nasprotnika, jeruzalemskega kralja Amalrika. ↓
- → Amalrik oblega Širkuhovo vojsko v Egiptu. Medtem Širkuha razbremeni Nur ad-Din z vpadom v Kneževino Antiohijo, kjer začne oblegati trdnjavo Harim. ↓
- 12. avgust → Bitka pri Harimu: izjemna Nur ad-Dinova zmaga, saj mu kljub številčni premoči križarjev uspe le-te hudo poraziti in ujeti tri glavne križarske voditelje: antiohijskega kneza Bohemonda III., tripolitanskega grofa Rajmonda III. in titularnega edeškega grofa Joscelina III.. Ujetju sta se izognila armenski vladar Toros II. in bizantinski kiklijski guverner Konstantin Kalaman. ↓
- → Kralj Amalrik nemudoma preneha z manevri v Egiptu in poskuša rešiti nastalo situacijo na severu.↓
- → Z odhodom Širkuha in Amalrika iz Egipta  (vsaj začasno) največ pridobi fatimidski regent Šhavar.

## Rojstva
- 16. julij - Friderik V., švabski vojvoda, najstarejši sin nemškega kralja Friderika I. Barbarosse († 1170)
- 28. december - cesar Rokudžo, 79. japonski cesar († 1176)

## Smrti
- 14. februar - Svjatoslav Olgovič, černigovski knez
- 13. marec - Fudživara Tadamiči, japonski regent (* 1097)
- 26. april - protipapež Viktor IV.[2] (* 1095)
- 16. maj - Heloiza, francoska opatinja in učenjakinja  (* 1101)
- 6. julij - Adolf II., holsteinski grof (* 1128)
- 14. september - cesar Sutoku, 75. japonski cesar (* 1119)
- 31. december - Otokar III., štajerski mejni grof (* 1124)
- Somerled, kralj otoka Man z otočjem Hebridi